# Castelo Blackness

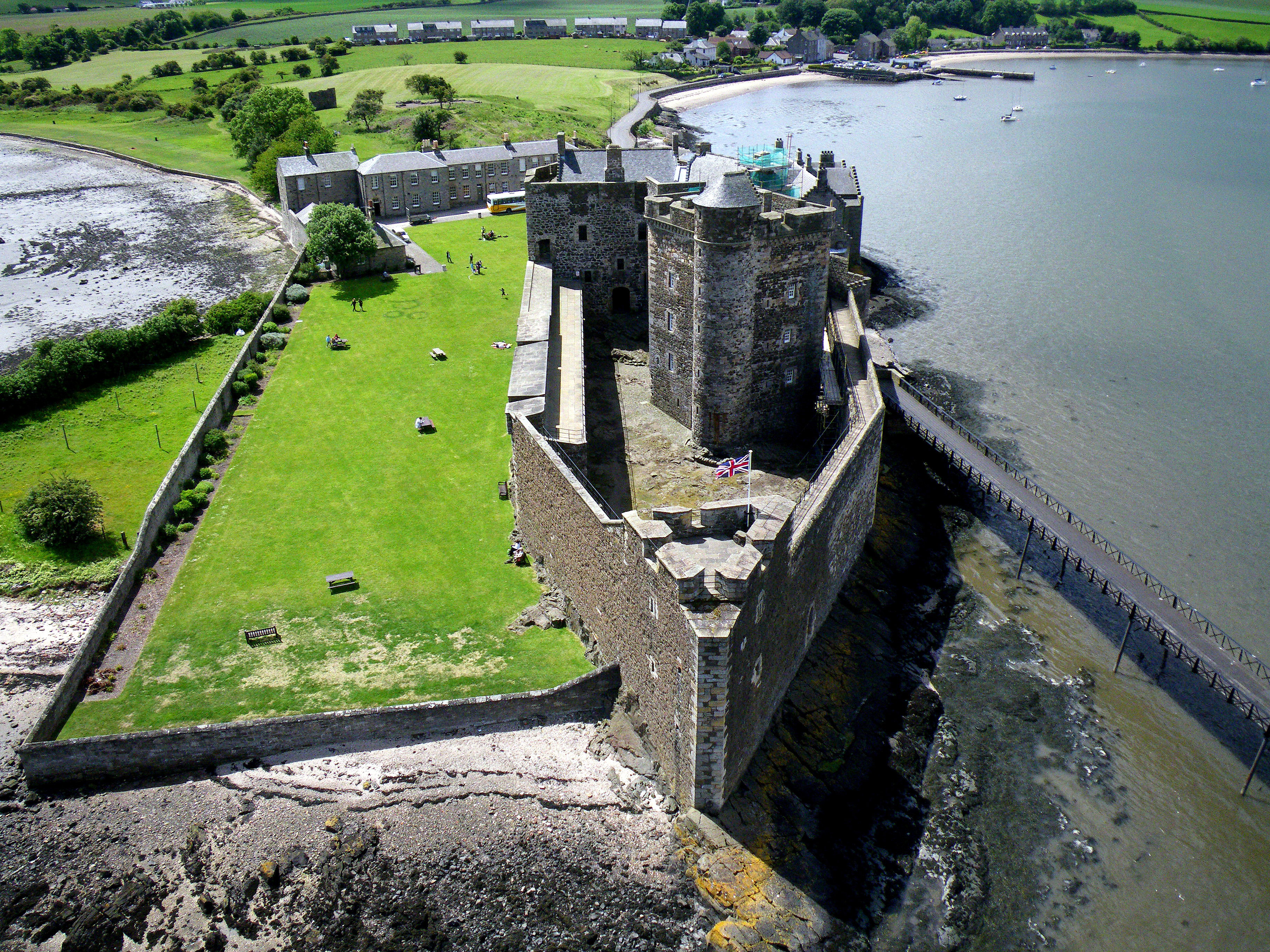
Castelo Blackness, Escócia.

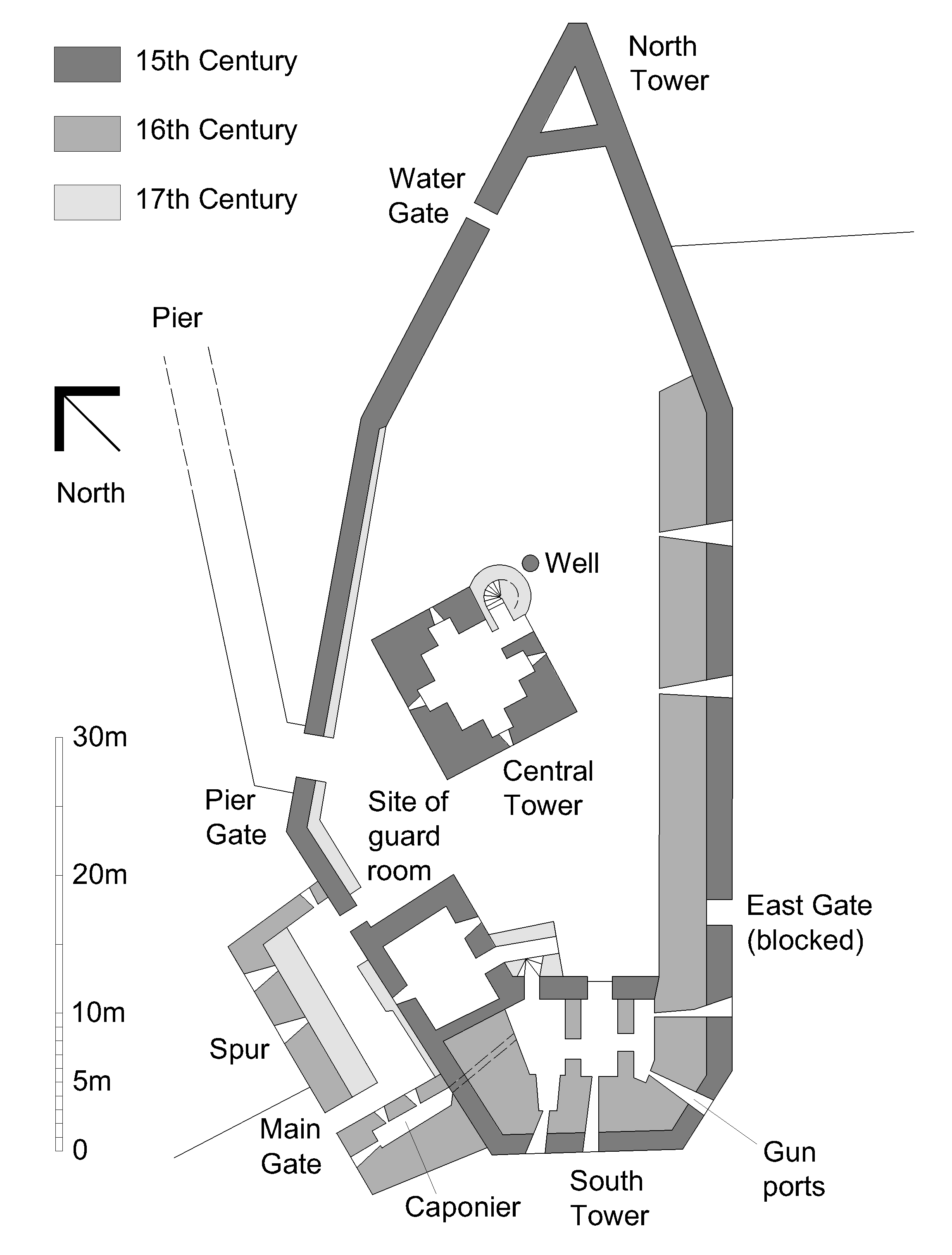
Castelo Blackness: planta.

O Castelo Blackness (em língua inglesa "Blackness Castle") localiza-se próximo a Linlithgow, na Escócia.

## História
Erguido no século XV por uma das mais poderosas famílias da Escócia - os Crichtons -, Blackness nunca foi uma pacífica mansão senhorial: entre os seus diversos usos, foi guarnecido como fortaleza e utilizado como prisão do Estado.
Em nossos dias encontra-se protegido na categoria "A" do "listed building" desde 22 de fevereiro de 1971.